# Macrochlamys
Macrochlamys là danh pháp khoa học của chi ốc sên ma thuộc họ Ariophantidae (ốc sên cạn) trong phân bộ Macrochlamydinae. Hiện nay, ở Việt Nam có loài ốc sên ma thuộc chi này, chỉ xuất hiện ở hai hang Hòn Chông. Đây là loài đặc hữu của Hòn Chông, thuộc loài hiếm, nhưng lại đang bị đe dọa tuyệt chủng do các hoạt động khai thác đá vôi làm xi măng ở khu vực núi đá vôi Hòn Chông, tỉnh Kiên Giang vì môi trường sống của loài ngày càng bị thu hẹp.

## Các loài
Các loài trong chi Macrochlamys gồm:
- Macrochlamys clessini Westerlund, 1902[5]
- Macrochlamys indica Benson, 1832
- Macrochlamys kasnakowi (Westerlund, 1898)[5]
- Macrochlamys sogdiana (Martens, 1871)[5]
- Macrochlamys turanica Martens, 1874[5]